# Pterolophia sobrina
Pterolophia sobrina là một loài bọ cánh cứng trong họ Cerambycidae.